# Tersteegenhaus
Das Tersteegenhaus in der Emmastraße in Köln-Sülz ist nach der Johanneskirche die zweite Kirche der Kirchengemeinde Köln-Klettenberg, die zum Kirchenkreis Köln-Mitte der Evangelischen Kirche im Rheinland gehört. Es wurde 1928 geweiht und zuletzt 2004 innen umgebaut und renoviert. Zunächst wurde es lediglich als „Gemeindehaus“ bezeichnet und erst nach 1945 nach Gerhard Tersteegen (1697–1769) benannt, einem Theologen und Schriftsteller des reformierten Pietismus.

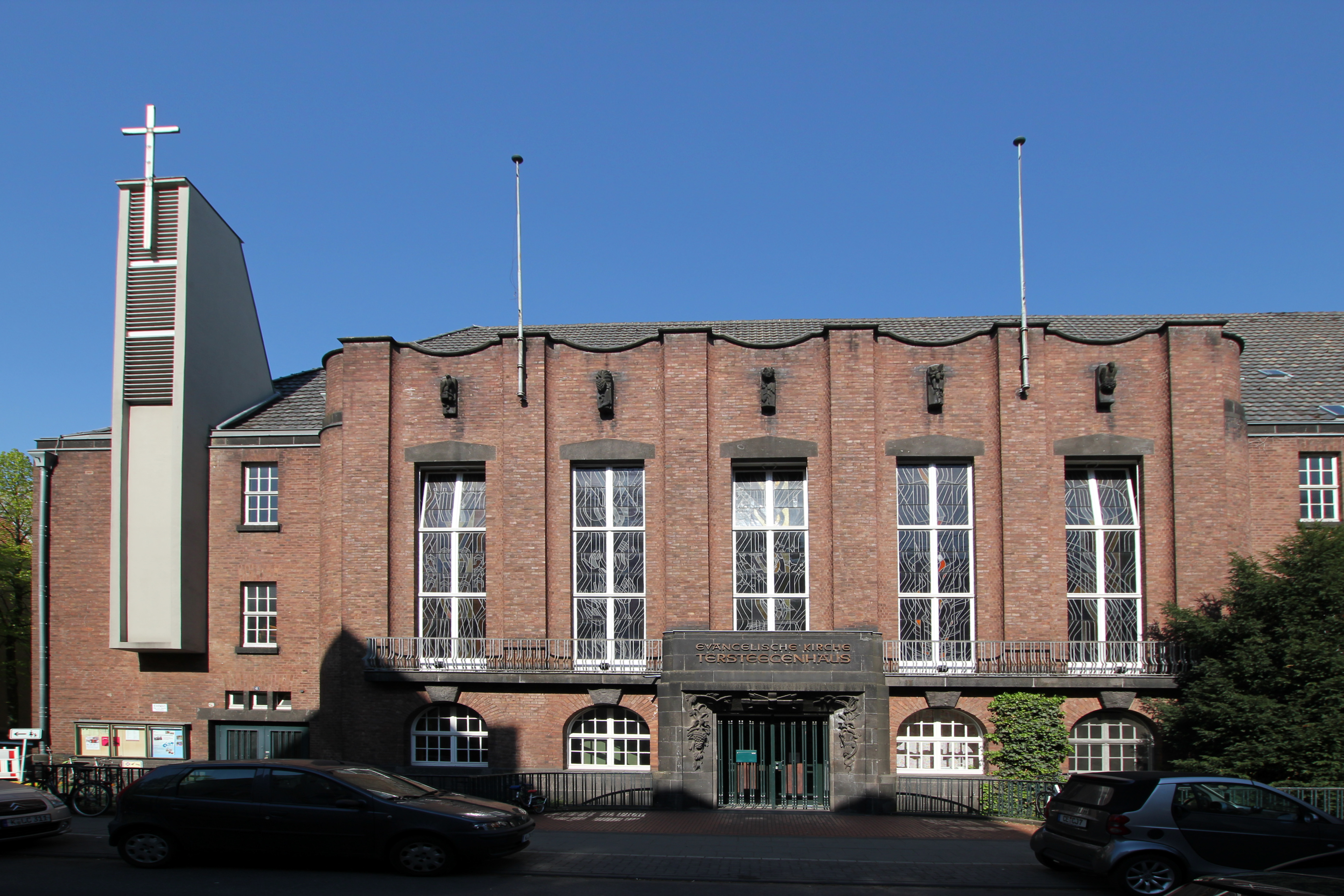
Evangelische Kirche und Tersteegenhaus

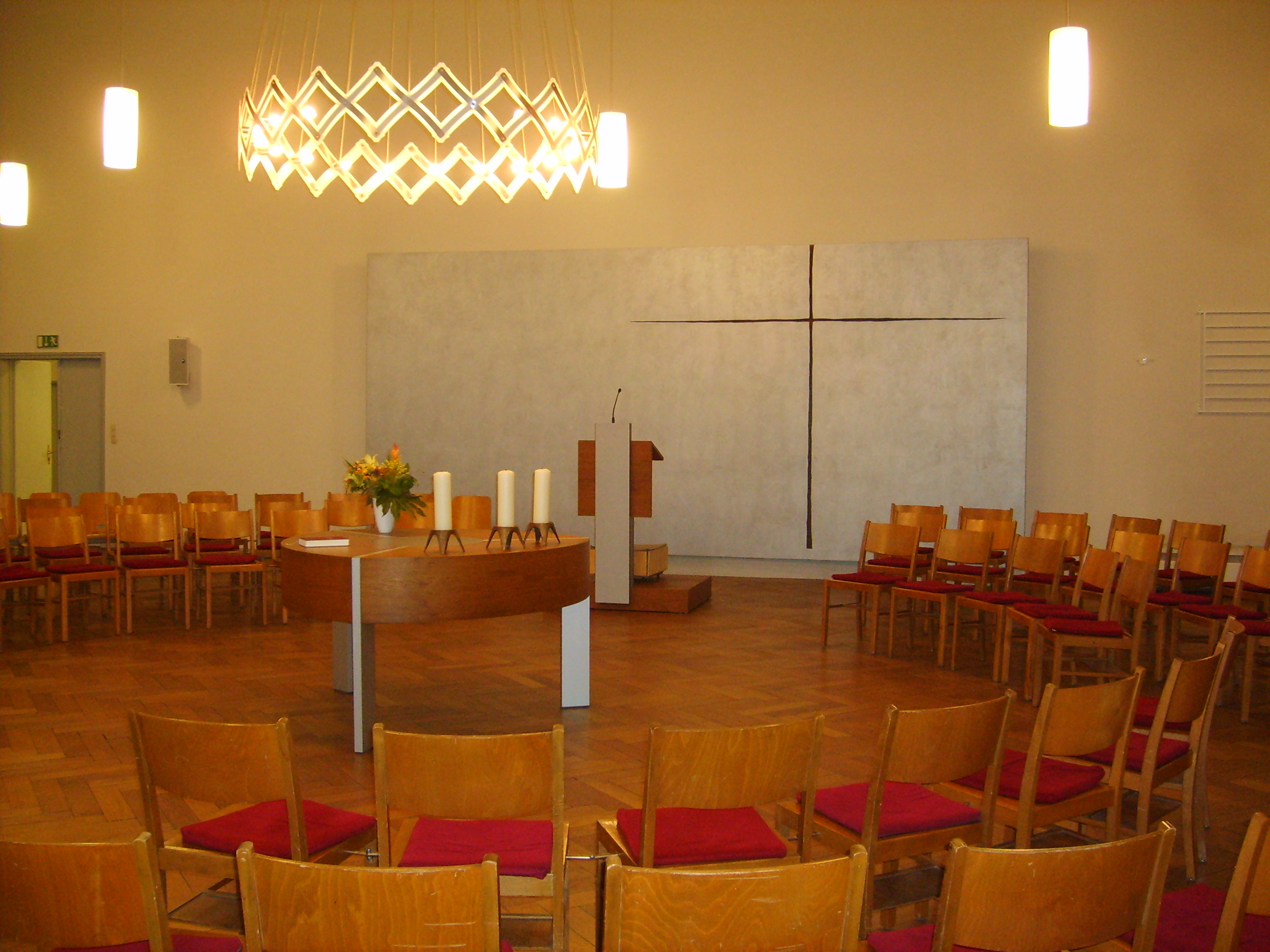
Der mittig aufgestellte Altar mit Kanzel

## Geschichte
Durch das Bevölkerungswachstum im Gebiet des heutigen Kölner Bezirks Lindenthal und durch den Zuzug evangelischer Christen in das ursprünglich überwiegend katholische Köln wurden im ersten Drittel des 20. Jahrhunderts dringend neue Kirchenräume im Bereich Sülz/Klettenberg benötigt. Zunächst behalf man sich mit der Anmietung eines Saals in der Berrenrather Straße 177. Im Herbst 1924 erwarb die Gemeinde einen geeigneten Bauplatz an der Emmastraße, Ecke Wittekindstraße, und am 6. November 1927 erfolgte die Grundsteinlegung. Im Oktober 1928 wurde das neue Gemeindehaus eingeweiht.
Das heutige Tersteegenhaus war ursprünglich lediglich als ein Gemeindezentrum gedacht, zu dem noch eine Kirche gebaut werden sollte. In den folgenden Jahren, der Zeit der Weltwirtschaftskrise, verfügte die Gemeinde aber nicht mehr über genügend Geld für einen Kirchenbau, weshalb das Gemeindezentrum zur Kirche umfunktioniert werden musste. Die Gottesdienste fanden nun im großen Saal im ersten Stock statt, der eigentlich als bloßer Veranstaltungsraum gedacht war. Dessen Bühne auf der Nordseite wurde zum Altarraum.
Im Zweiten Weltkrieg wurde das Gemeindehaus durch Bombentreffer stark beschädigt, doch blieb seine Bausubstanz intakt. Die Räume im Erdgeschoss konnten noch genutzt werden. Auch die Orgel blieb erhalten. Im Gottesdienstsaal waren die Fenster zerstört, so dass er nur provisorisch mit einem offenen Koksfeuer genutzt werden konnte. Nach der Wiederherstellung wurde der Gottesdienstsaal am 3. April 1949 wieder eingeweiht.
1963 wurde im Zuge des weiteren Wachstums der Gemeinde noch etwas weiter stadtauswärts die Johanneskirche als zweite Kirche der Gemeinde errichtet.
1985 wurde mit den Planungen für eine Renovierung des Tersteegenhauses begonnen. 1988 wurde diese durchgeführt. Unter anderem wurden ein Fahrstuhl hinzugefügt und der Keller ausgebaut.
Das freigebliebene Grundstück neben dem Tersteegenhaus, auf dem ursprünglich die eigentliche Kirche errichtet werden sollte, wurde jahrzehntelang als Spielplatz des Kindergartens genutzt. 2010 bis 2011 wurde darauf das Friedrich-Lamerdin-Haus mit seniorengerechten Wohnungen errichtet.

## Gegenwart
Drei Gemeinderäume, der große Kirchsaal und das Foyer im Erdgeschoss stehen für Gruppen und Veranstaltungen zur Verfügung. Ein Aufzug erleichtert den Zugang zum ersten Stock, wo sich der Saal für die Gottesdienste befindet. Im Erdgeschoss sind ein Gemeindebüro und ein Kindergarten untergebracht.
Der Gottesdienst findet normalerweise sonntags und feiertags statt. Auch gibt es gelegentliche „Akzentgottesdienste“, die von Gruppen oder mit besonderem Schwerpunkt gestaltet werden. Das Abendmahl wird jeden Sonntag gefeiert.

## Gestaltung
Das Tersteegenhaus wurde nach Plänen des Architekturbüros Mattar & Scheler erbaut und 1928 vom Kölner Stadt-Anzeiger beschrieben:
„In seiner äußeren Ausführung passt es sich durch Schlichtheit und Einfachheit, denen aber architektonische Schönheit nicht geopfert wurde, ganz dem Zweck an, dem es in Zukunft dienen soll. Es ist als Ziegelrohbau errichtet, während die reichen, aber den Bau dennoch nicht überladenen Architekturen und Bildhauerarbeiten in Basaltlavastein ausgeführt sind. Eine kleine grüne Rasenanlage zieht sich ringsum.“
1956 wurde ein kleiner Glockenturm mit drei Glocken im Obergeschoss an das Gebäude angebaut, um es auch von außen deutlicher als Kirche erkennbar zu machen. 1958 wurden einige Umgestaltungen nach Vorschlägen des Architekten Graebner vorgenommen. So wurde im Saal eine Holzdecke eingezogen, und es wurden fünf neue Buntglasfenster nach Entwürfen von Elsa Schultz eingesetzt. Diese symbolisieren das Heilsgeschehen mit leicht abstrahierten, doch gut erkennbaren Darstellungen. So gibt es ein „Schöpfungsfenster“, ein „Gesetzesfenster“, ein „Christusfenster“, ein „Fenster der Kirche“ und ein „Fenster der Vollendung des himmlischen Jerusalems“.
Die Ausrichtung des Gottesdienstraumes änderte sich in der Geschichte des Tersteegenhauses mehrmals. Anfänglich und bis nach dem Krieg befand sich der Altarraum auf der „Bühne“ an der Nordseite des Saals. Für kurze Zeit stand der Altar in einem kleinen Nebensaal an der südlichen Seite, wofür ein breiter Durchgang zu diesem geöffnet wurde. Heute ist der Altar in der Mitte des Saals platziert, und die Stuhlreihen sind kreisförmig darum aufgestellt. Eine große, metallfarben beschichtete Platte mit kreuzförmiger Aussparung steht heute an der Westwand, gegenüber der Fensterfront.